# Plymophiloscia montana
Plymophiloscia montana är en kräftdjursart som beskrevs av Karl Wilhelm Verhoeff1926. Plymophiloscia montana ingår i släktet Plymophiloscia och familjen Philosciidae. Inga underarter finns listade i Catalogue of Life.